# Hypochilus
Hypochilus es un género de arañas araneomorfas de la familia Hypochilidae. Se encuentra en Estados Unidos. 

## Lista de especies
Según The World Spider Catalog 11.5:
- Hypochilus bernardino Catley, 1994
- Hypochilus bonneti Gertsch, 1964
- Hypochilus coylei Platnick, 1987
- Hypochilus gertschi Hoffman, 1963
- Hypochilus jemez Catley, 1994
- Hypochilus kastoni Platnick, 1987
- Hypochilus petrunkevitchi Gertsch, 1958
- Hypochilus pococki Platnick, 1987
- Hypochilus sheari Platnick, 1987
- Hypochilus thorelli Marx, 1888